# エスタディオ・メトロポリターノ
エスタディオ・メトロポリターノ（Estadio Metropolitano）は、スペイン・マドリードに所在し、アトレティコ・マドリードの所有するサッカー専用スタジアム。アトレティコ・マドリードのホームスタジアムであり、2024年10月9日よりリヤド・エア（Riyadh Air）によるネーミングライセンス取得により、リヤド・エア・メトロポリターノ（Riyadh Air Metropolitano）と呼ばれている。

## 歴史

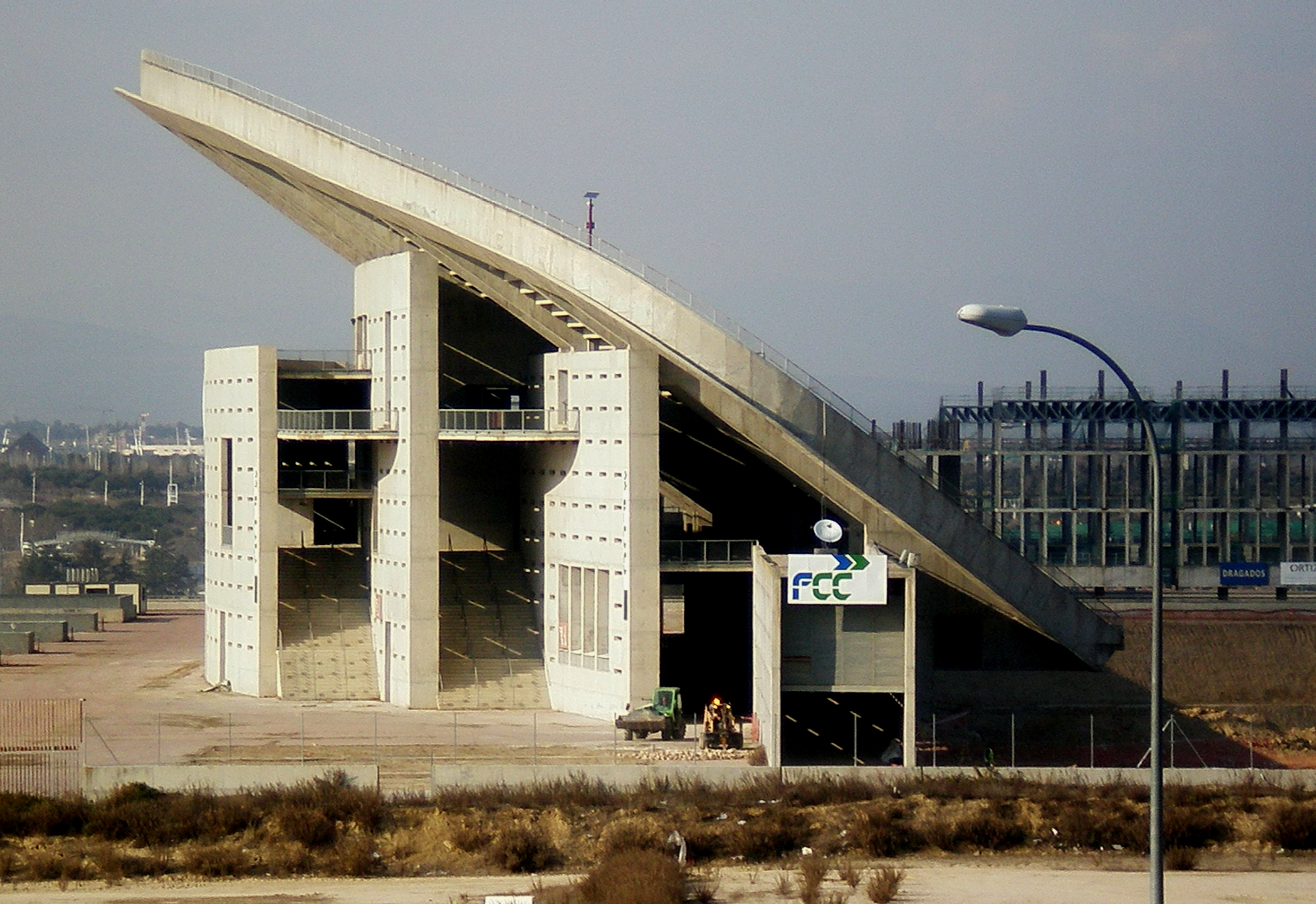
ペイネタの由来となった、西側のスタンド

1990年代初頭、マドリード州のスポーツ協議会は、世界陸上の開催を呼びかけ、マドリード東部、環状高速M-40の隣にスタジアムの建設を計画、サイトは大きな発展が予想された。
建設は1990年に、Cruz y Ortiz の設計で始まった。 1993年に完成した。座席は正面スタンドのみの2万席。楕円形のスタジアムは、スペインの伝統的な櫛（ペイネタ）に似ていることから、La Peineta（ラ・ペイネタ）と呼ばれた。1994年9月6日に行われた開場式典には、国際オリンピック委員会会長のフアン・アントニオ・サマランチや、マドリード州首相のホアキン・レギナが出席した。1991年1月21日、アトレティコ・マドリードBのリーグ戦がこけら落としとなった。1997年世界陸上では、開催地選考でアテネに敗れ、その後は10年間はマイナースポーツや、文化イベントなどに使われた。
2002年、所有権がマドリード州からマドリード市へ移された。

### 新しいスタジアム
2004年、2016年マドリードオリンピック構想によるスタジアムの将来的な計画のため、スタジアムは閉鎖された。 2012年大会、2016年大会、2020年大会の3度立候補において、開閉会式、陸上競技の会場として設定されていた。
2008年12月にマドリード市長アルベルト・ルイス＝ガジャルドンとアトレティコ・マドリード会長エンリケ・セレソが2013年にエスタディオ・ビセンテ・カルデロンに代わるアトレティコ・マドリードのホームスタジアムとして移転する署名を行い、同意した。
2020年オリンピックの誘致失敗に伴い、2013年9月11日、アトレティコはラ・ペイネタの場所に新スタジアムを建設する計画を発表し、所有権は正式にクラブに移された。設計はアントニオ・クルスとアントニオ・オルティスが手がける。
当初、スタジアムは、陸上競技用トラックを有する計画だったが、誘致失敗に伴い、計画から除外された。
2016年12月9日、クラブは新しいスタジアムの正式名称は、ワンダ・グループの命名権取得により、ワンダ・メトロポリターノになることが発表された。

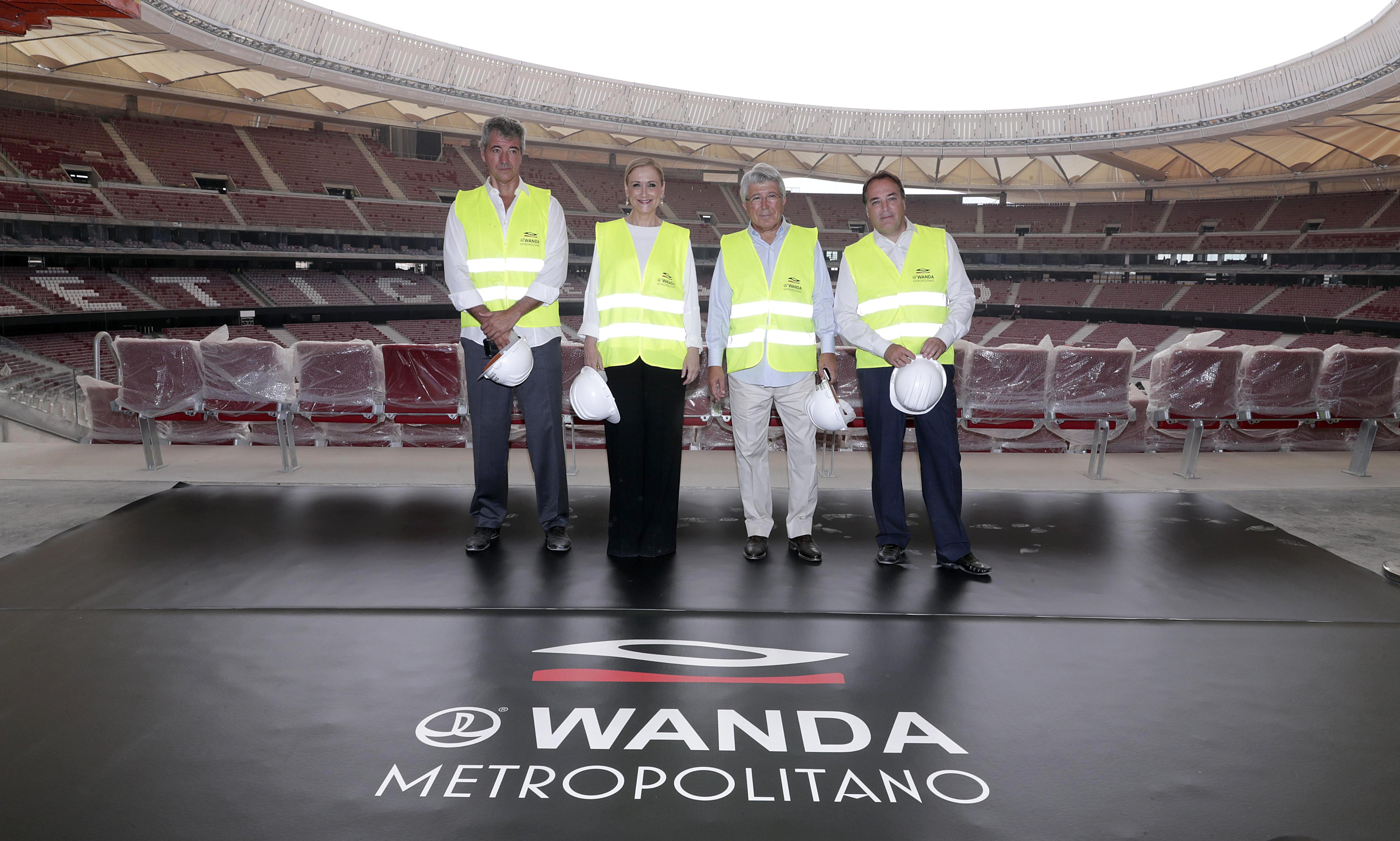
開場を控える新スタジアムにて

2017年9月16日、ワンダ・メトロポリターノの開場式が行われ、その後行われた最初の試合は、ラ・リーガ第4節アトレティコ対マラガCF。スペイン国王のフィリペ6世も試合を観戦した。最初のゴールはアントワーヌ・グリーズマンで、アトレティコが1-0で勝利した。
2017年9月20日、UEFAチャンピオンズリーグ2018-19の決勝開催地となることが発表され、2019年6月1日にトッテナム・ホットスパー対リヴァプールの決勝戦が行われ、2-0でリヴァプールが勝利した。

## 名称
以前の名称は、エスタディオ・デ・ラ・コムニダッド・デ・マドリード（Estadio de la Comunidad de Madrid）、エスタディオ・オリンピコ・デ・マドリード（Estadio Olímpico de Madrid）で、一般的には、ラ・ペイネタ（La Peineta）と呼ばれていた。
スタジアム名のメトロポリターノ（Metropolitano）は、1923年から1966年までアトレティコが本拠地としていたスタジアムの名称であるエスタディオ・メトロポリターノ・デ・マドリード（Estadio Metropolitano de Madrid）から取られた。
2022年7月までは、中国の不動産会社ワンダ・グループによって命名権が取得され、ワンダ・メトロポリターノ（Wanda  Metropolitano）と呼ばれる。UEFAの試合では、命名権を行使したスタジアム名を認めておらず、エスタディオ・メトロポリターノ（Estadio Metropolitano）と呼ばれる。
2022年7月19日、エストレマドゥーラ州のバダホスに拠点を置き、サスティナビリティ事業を手掛ける企業のシビタス (Cívitas）と5年契約を結び、以降はシビタス・メトロポリターノ（Cívitas Metropolitano）に名称が変更された。
2024年10月9日、アトレティコ・マドリードはメインスポンサーでもあるリヤド・エアとの契約延長を発表し、スタジアムのネーミングライツも取得したことを発表した。リヤド・エアは、2033年までネーミングライツ契約を締結し、以後は名称がリヤド・エア・メトロポリターノ（Riyadh Air Metropolitano）に変更された。

## ギャラリー

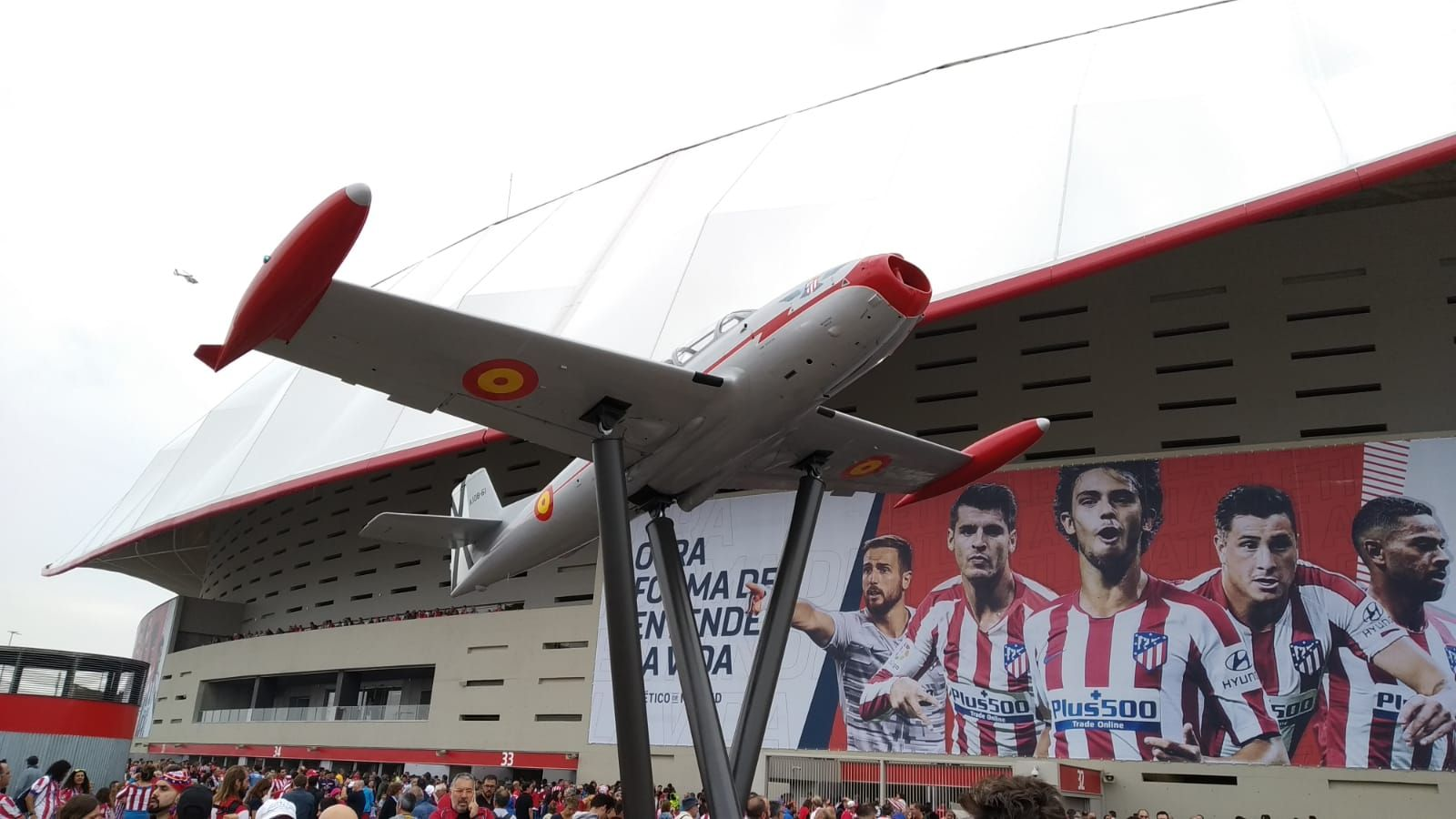
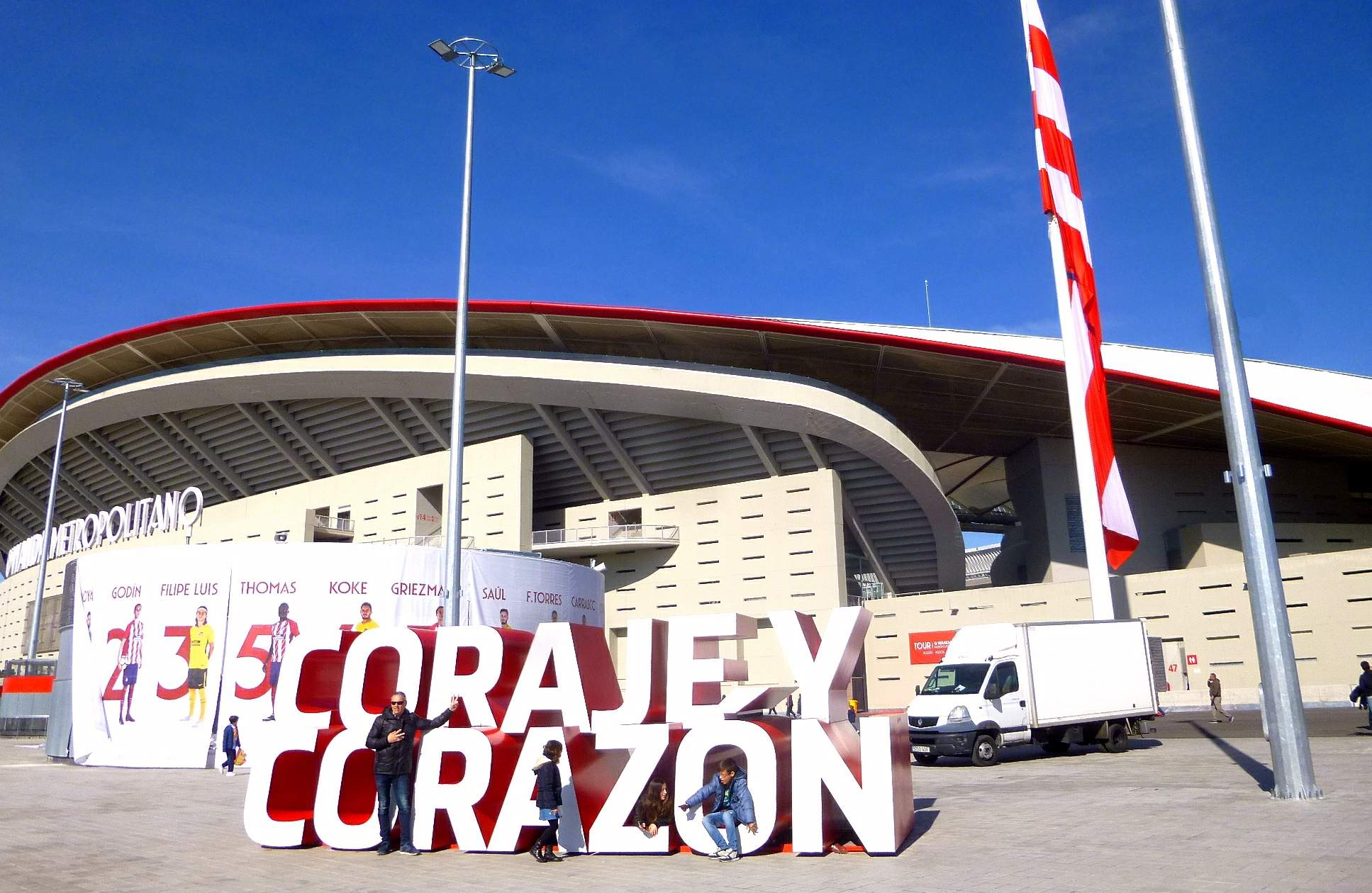
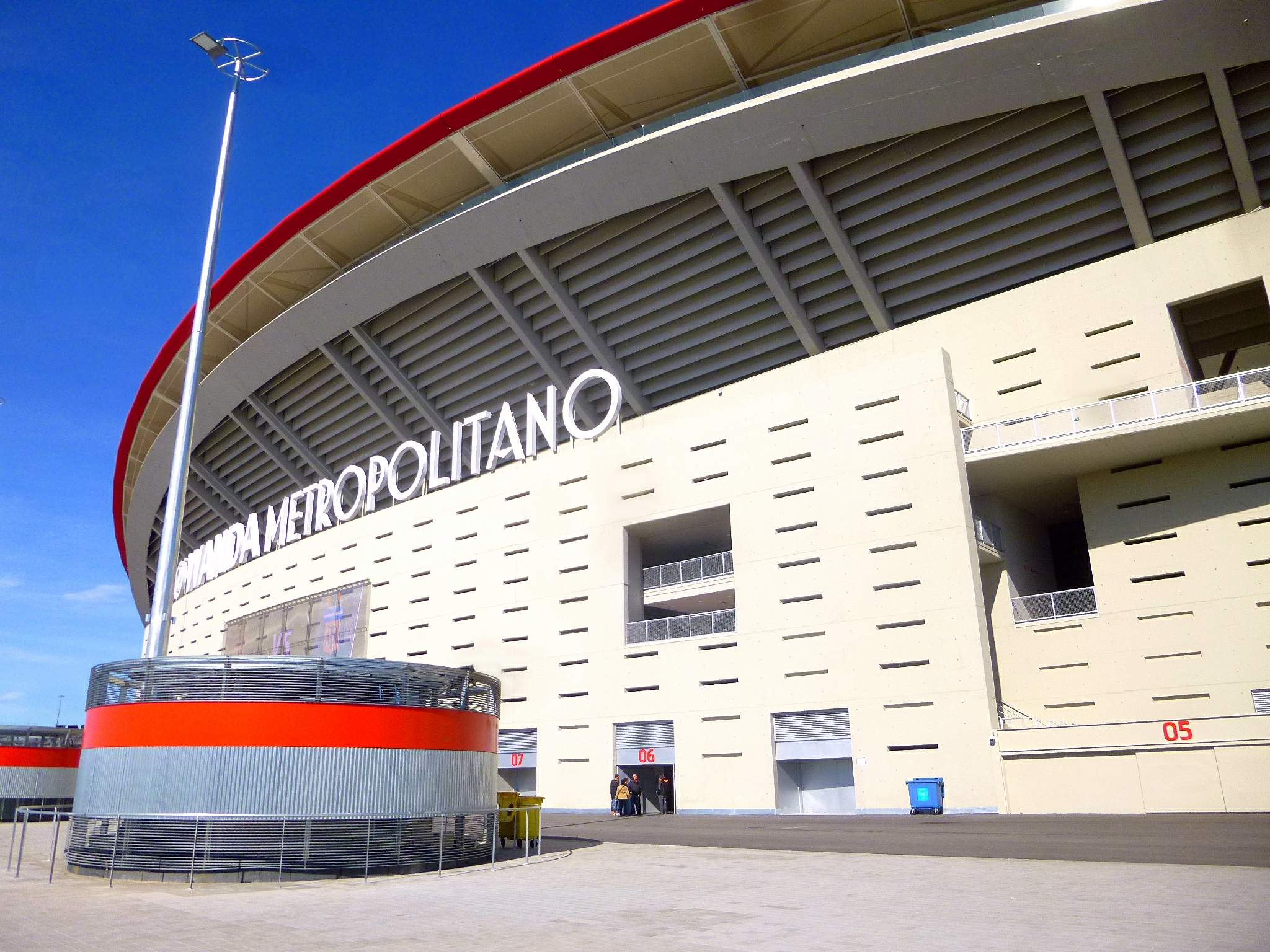
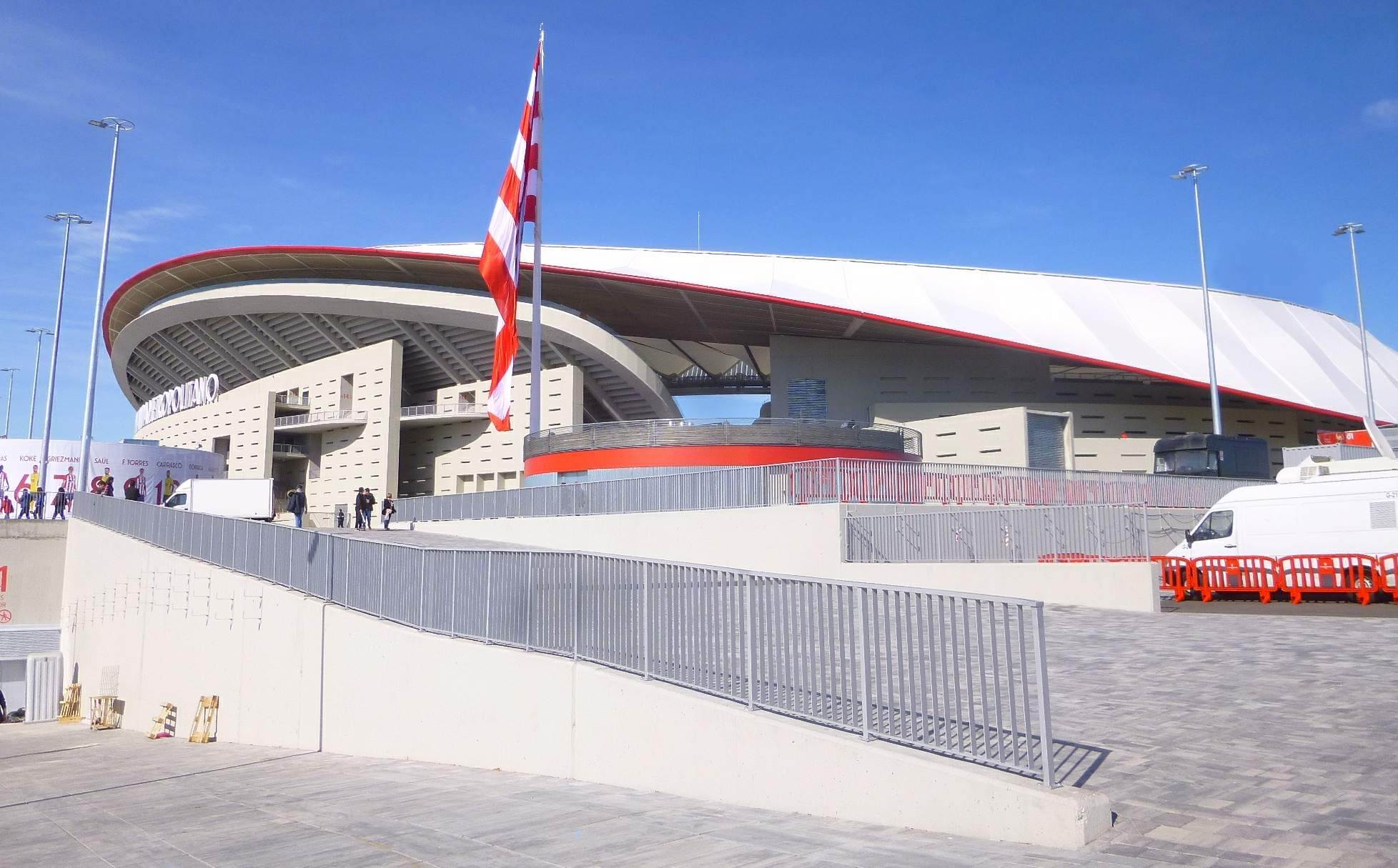
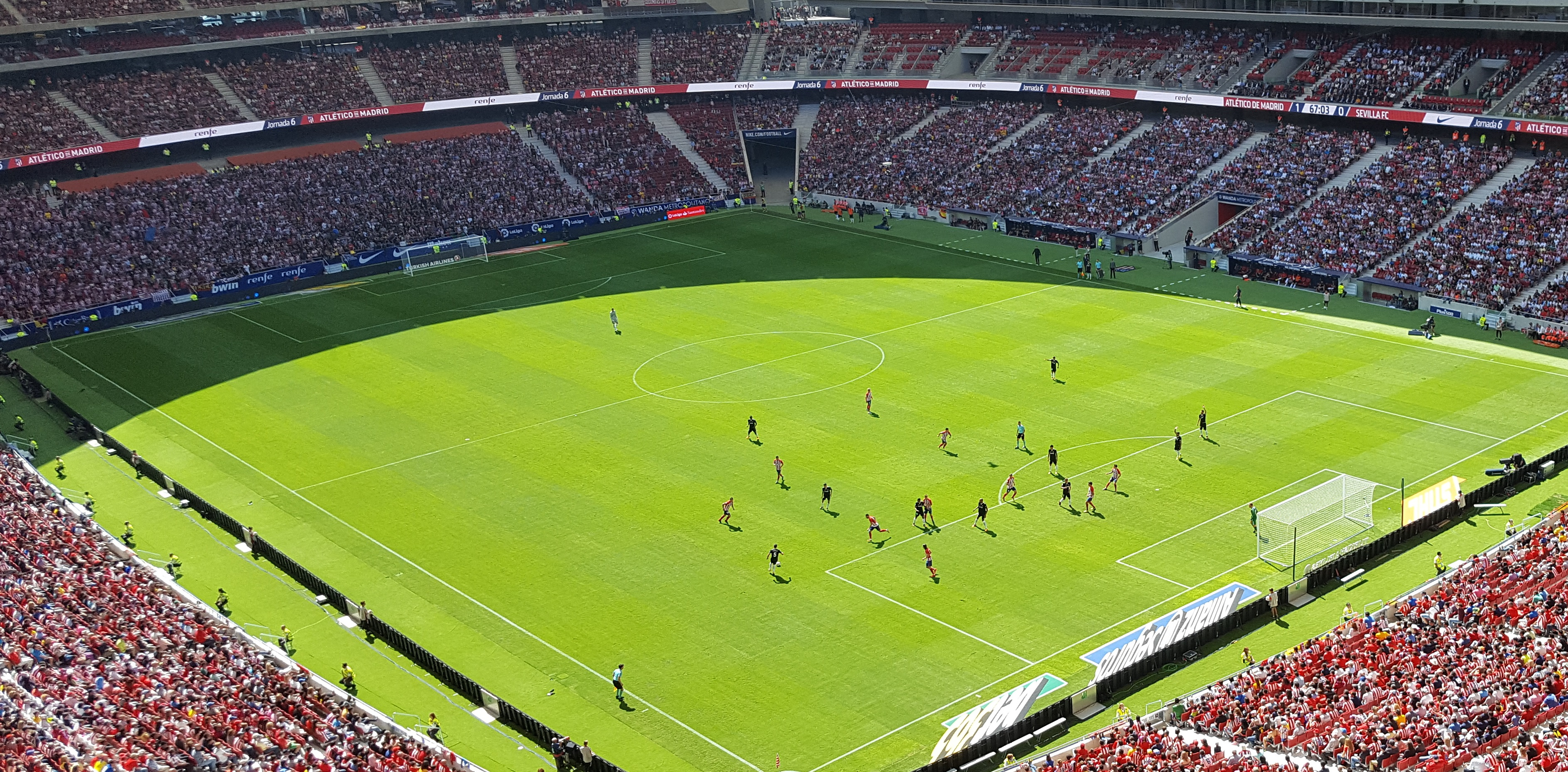
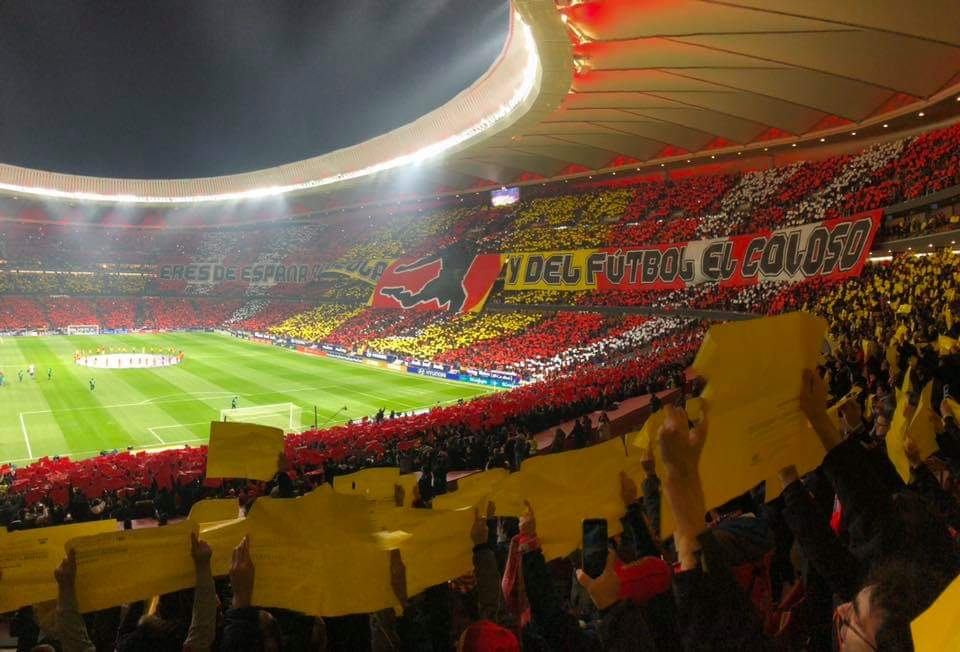
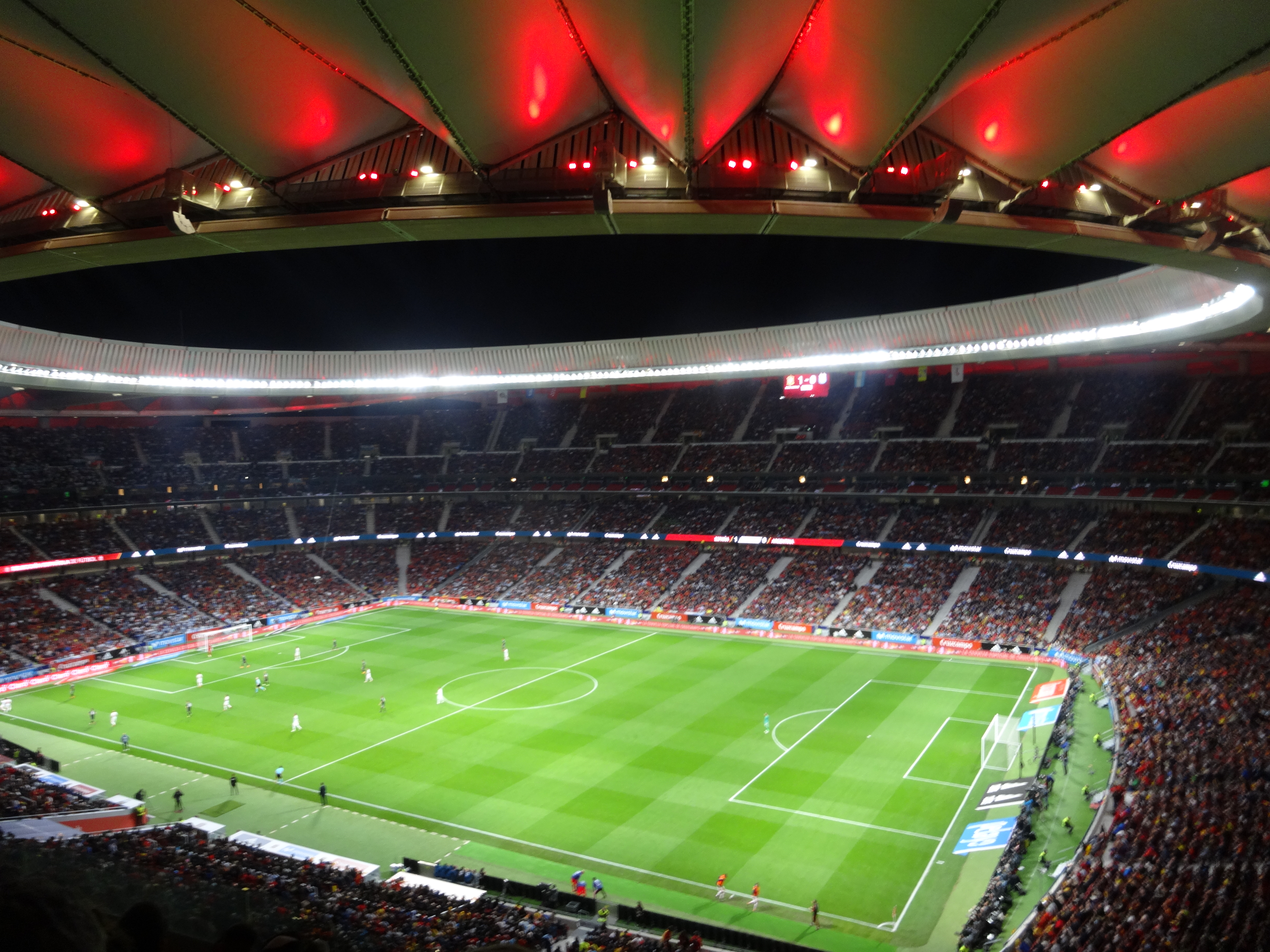

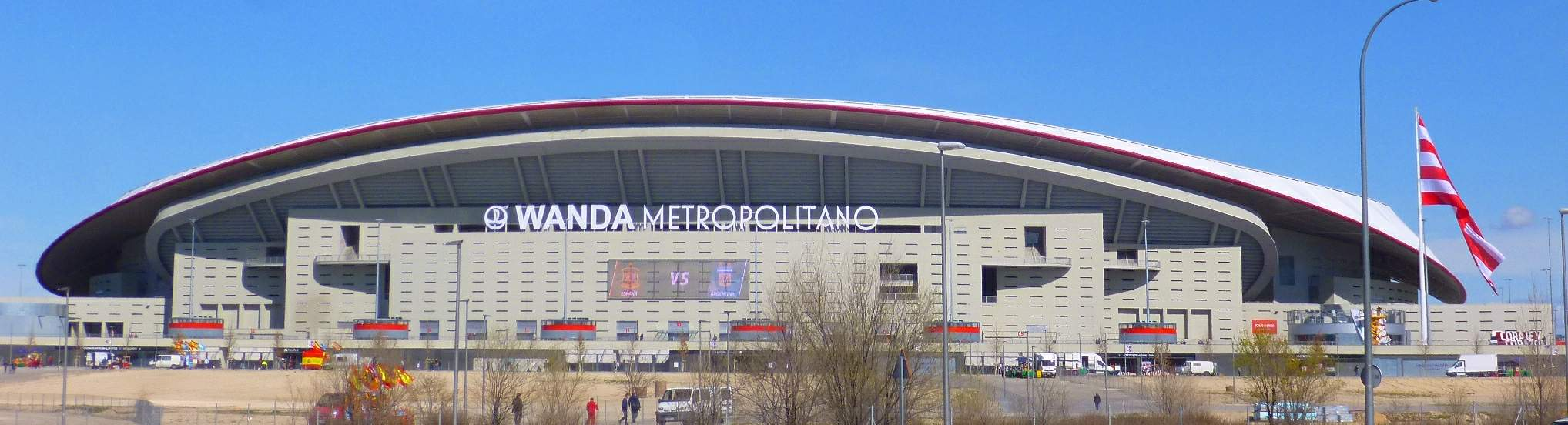

## 開催された主な試合
- 国際Aマッチ

| 日付           | ホームチーム | 結果 | アウェーチーム | ラウンド           |
| -------------- | ------------ | ---- | -------------- | ------------------ |
| 2003年6月8日   | エクアドル   | 0-0  | コロンビア     | 親善試合           |
| 2018年3月27日  | スペイン     | 6-1  | アルゼンチン   | 親善試合           |
| 2019年3月22日  | アルゼンチン | 1-3  | ベネズエラ     | 親善試合           |
| 2019年11月18日 | スペイン     | 5-0  | ルーマニア     | UEFA EURO 2020予選 |
| 2021年6月4日   | スペイン     | 0-0  | ポルトガル     | 親善試合           |
| 2022年11月29日 | エクアドル   | 0-0  | イラク         | 親善試合           |
| 2023年3月28日  | モロッコ     | 0-0  | ペルー         | 親善試合           |
| 2024年3月26日  | コロンビア   | 3-2  | ルーマニア     | 親善試合           |